# Đức Minh, Đắk Mil
Đức Minh là một xã thuộc huyện Đắk Mil, tỉnh Đắk Nông, Việt Nam.

## Địa lý
Xã Đức Minh nằm ở phía nam huyện Đắk Mil, có vị trí địa lý:
- Phía đông giáp xã Đắk Sắk và huyện Đắk Song
- Phía tây giáp xã Thuận An
- Phía nam giáp huyện Đắk Song
- Phía bắc giáp thị trấn Đắk Mil và xã Đức Mạnh.

Xã Đức Minh có diện tích 34,35 km², dân số năm 2019 là 14.193 người, mật độ dân số đạt 413 người/km².

## Hành chính
Xã Đức Minh được chia thành 15 thôn: Bình Thuận, Đức Đoài, Kẻ Đọng, Minh Đoài, Mỹ Hoà, Mỹ Yên, Thanh Hà, Thanh Lâm, Thanh Sơn, Vinh Đức, Xuân Hoà, Xuân Phong, Xuân Sơn, Xuân Thành, Xuân Trang và buôn Jun Yũh.

## Lịch sử
Ngày 17 tháng 1 năm 1984, Hội đồng Bộ trưởng ban hành Quyết định 13-HĐBT. Theo đó, chia xã Đức Minh thành 3 xã: Đức Minh, Đắk Sắk và Đắk Môl.
Ngày 22 tháng 11 năm 2006, Chính phủ ban hành Nghị định 142/2006/NĐ-CP. Theo đó, điều chỉnh 229 ha diện tích tự nhiên và 801 người của xã Đức Minh về xã Đắk Sắk quản lý.
Sau khi điều chỉnh địa giới hành chính, xã Đức Minh còn lại 3.313,68 ha diện tích tự nhiên và 13.392 người.